# Католицький університет Америки
Католицький університет Америки (англ. The Catholic University of America, CUA) — приватний університет, розташований у Вашингтоні, округ Колумбія, США. Заснований в 1887 році католицьким духовенством США за підтримки папи Лева XIII, є національним університетом Католицької церкви в Сполучених Штатах. Університет функціонує як науковий центр для осіб, які вже отримали вищу освіту; перших студентів він прийняв у своїх стінах в 1904 році. В його складі функціонують 12 факультетів і 21 дослідницький центр. Католицький університет — єдиний університет Америки, що видає канонічні дипломи відразу за трьома богословським спеціальностями: канонічне право, філософія і теологія.